# Sh-Boom
Pour les articles homonymes, voir Boom.
Clip vidéo
[vidéo] « The Chords - Sh-Boom », sur YouTube
[vidéo] « The Crew-Cuts - Sh-Boom », sur YouTube
[vidéo] « Stan Freberg - Sh-Boom », sur YouTube
[vidéo] « Sh-Boom - film Cry-Baby (1990) », sur YouTube
Sh-Boom ou Sh-Boom (Life Could Be a Dream) (Sh-Boom, la vie pourrait être un rêve, en anglais) est une chanson doo-wop, du groupe vocal afro‑américain The Chords,, enregistrée en disque 78 tours chez Cat Records en 1954,. La version pop traditionnelle originale des Chords est considérée comme un des premiers tubes de rock 'n' roll de l'histoire du rock.

## Historique
Cette chanson doo-wop est composée et écrite par les membres du groupe The Chords (James Edwards, Carl Feaster, Claude Feaster, James Keyes et Floyd McRae) « La vie pourrait être un rêve, do-roo-do-do, sh-boom, la vie pourrait être un rêve, sh-boom, si je pouvais t'emmener au paradis, si tu me disais que je suis la seule que tu aimes, la vie pourrait être un rêve, chérie... ». L'enregistrement en close harmony des Chords, avec Sam Taylor (en) au saxophone, est produit par Ahmet Ertegün des Studios Atlantic de New York. Ce tube sort en single sur le label Cat Records (filiale d'Atlantic Records) en avril 1954 aux États-Unis,,,, diffusé sur tous les juke-boxs et radios américaines de l'époque.
Ce tube est repris en particulier par le groupe vocal masculin canadien The Crew-Cuts, chez Mercury Records, dont la version plus traditionnelle devient encore plus populaire,,,, en atteignant la première place des classements pop américains (du magazine américain Billboard). Elle se place en tête des classements Billboard Best Sellers in Stores, Billboard Most Played in Juke Boxes et Billboard Most Played by Jockeys.

## Reprises et adaptations
Ce tube est repris par de nombreux groupes des années 1950, dont entre autres Stan Freberg (version parodique, 1954), Junkie XL (version remix 2005)...  

## Distinctions
La version originale des Chords reçoit un Grammy Hall of Fame Awards en 2008.
La version originale des Chords est classée 215e des « 500 plus grandes chansons de tous les temps » de Rolling Stone de 2004 (elle ne figure plus sur la mise à jour de la liste de 2010).
La version des Chords est incluse dans la sélection des « 500 chansons qui ont façonné le rock 'n' roll » (500 Songs that Shaped Rock and Roll) du Rock and Roll Hall of Fame.

## Au cinéma et télévision
Ce tube est repris dans divers films et séries de télévision, dont :
- 1975 : Train Ride to Hollywood, de Charles R. Rondeau (en) ;
- 1976 : Happy Days (série télévisée)[15] ;
- 1985 : Cluedo, de Jonathan Lynn ;
- 1989 : Road House, de Rowdy Herrington, avec Patrick Swayze ;
- 1990 : Cry-Baby, de John Waters, avec Johnny Depp[16] ;
- 2003 : Le Sourire de Mona Lisa, de Mike Newell, avec Julia Roberts ;
- 2007 : Cars, film d'animation des studios Pixar, interprétée par The Chords ;
- 2011 : L'Incroyable Histoire de Winter le dauphin, de Charles Martin Smith ;
- 2022 : Don't Worry Darling, d'Olivia Wilde.